# موراگاهاموللا
موراگاهاموللا (به لاتین: Moragahamulla) یک منطقهٔ مسکونی در سری‌لانکا است که در استان مرکزی (سری‌لانکا) واقع شده‌است.